# Saison 1994-1995 de l'ECHL
Saison précédente Saison suivante
La Saison 1994-1995 est la septième saison de la Ligue de hockey de la Côte-Est au terme de laquelle les Renegades de Richmond remportent la Coupe Riley en battant en finale les Monarchs de Greensboro.

## Saison régulière
Après une seule saison à Huntsville, le Blast de Huntsville déménage à Tallahassee et devient les Tiger Sharks de Tallahassee alors que les Icehawks de Louisville sont mis en sommeil faisant passer ligue de 19 à 18 équipes. 

### Classement
| Clt   | Équipe                    | PJ | V  | D  | DP | BP  | BC  | Pts |
| ----- | ------------------------- | -- | -- | -- | -- | --- | --- | --- |
| +001, | Renegades de Richmond     | 68 | 41 | 20 | 7  | 271 | 232 | 89  |
| +002, | Express de Roanoke        | 68 | 39 | 19 | 10 | 255 | 223 | 88  |
| +003, | Checkers de Charlotte     | 68 | 37 | 22 | 9  | 274 | 261 | 83  |
| +004, | Admirals de Hampton Roads | 68 | 37 | 23 | 8  | 255 | 239 | 82  |
| +005, | Monarchs de Greensboro    | 68 | 31 | 28 | 9  | 277 | 293 | 71  |
| +006, | Ice Caps de Raleigh       | 68 | 23 | 39 | 6  | 239 | 295 | 52  |

| Clt   | Équipe                   | PJ | V  | D  | DP | BP  | BC  | Pts |
| ----- | ------------------------ | -- | -- | -- | -- | --- | --- | --- |
| +001, | Thunderbirds de Wheeling | 68 | 46 | 17 | 5  | 313 | 243 | 97  |
| +002, | Bombers de Dayton        | 68 | 42 | 17 | 9  | 307 | 224 | 93  |
| +003, | Storm de Toledo          | 68 | 41 | 22 | 5  | 287 | 230 | 87  |
| +004, | Chill de Columbus        | 68 | 31 | 32 | 5  | 282 | 315 | 67  |
| +005, | Chiefs de Johnstown      | 68 | 31 | 32 | 5  | 256 | 297 | 67  |
| +006, | Panthers d'Érié          | 68 | 18 | 46 | 4  | 256 | 356 | 40  |

| Clt   | Équipe                          | PJ | V  | D  | DP | BP  | BC  | Pts |
| ----- | ------------------------------- | -- | -- | -- | -- | --- | --- | --- |
| +001, | Stingrays de la Caroline du Sud | 68 | 42 | 19 | 7  | 255 | 215 | 91  |
| +002, | Tiger Sharks de Tallahassee     | 68 | 36 | 25 | 7  | 268 | 227 | 79  |
| +003, | Knights de Nashville            | 68 | 32 | 30 | 6  | 263 | 279 | 70  |
| +004, | Cherokees de Knoxville          | 68 | 30 | 30 | 8  | 241 | 267 | 68  |
| +005, | Blizzard de Huntington          | 68 | 28 | 37 | 3  | 224 | 275 | 59  |
| +006, | Bulls de Birmingham             | 68 | 26 | 38 | 4  | 273 | 325 | 56  |

- En gras : qualifié pour les séries

## Séries éliminatoires
|  | Huitièmes de finale             | Huitièmes de finale             | Huitièmes de finale         | Huitièmes de finale         |                                 |                                 | Quarts de finale | Quarts de finale | Quarts de finale | Quarts de finale |  |  | Demi-finales | Demi-finales | Demi-finales | Demi-finales |  |  | Finale de la Coupe Riley | Finale de la Coupe Riley | Finale de la Coupe Riley | Finale de la Coupe Riley |
|  |                                 |                                 |                             |                             |                                 |                                 |                  |                  |                  |                  |  |  |              |              |              |              |  |  |                          |                          |                          |                          |
|  |                                 |                                 |                             |                             |                                 |                                 |                  |                  |                  |                  |  |  |              |              |              |              |  |  |                          |                          |                          |                          |
|  | Bulls de Birmingham             | Bulls de Birmingham             | 3                           | 3                           |                                 |                                 |                  |                  |                  |                  |  |  |              |              |              |              |  |  |                          |                          |                          |                          |
|  | Bulls de Birmingham             | Bulls de Birmingham             | 3                           | 3                           |                                 |                                 |                  |                  |                  |                  |  |  |              |              |              |              |  |  |                          |                          |                          |                          |
|  | Thunderbirds de Wheeling        | Thunderbirds de Wheeling        | 0                           | 0                           |                                 |                                 |                  |                  |                  |                  |  |  |              |              |              |              |  |  |                          |                          |                          |                          |
|  | Thunderbirds de Wheeling        | Thunderbirds de Wheeling        | 0                           | 0                           | Bulls de Birmingham             | Bulls de Birmingham             | 1                | 1                |                  |                  |  |  |              |              |              |              |  |  |                          |                          |                          |                          |
|  |                                 |                                 |                             |                             | Bulls de Birmingham             | Bulls de Birmingham             | 1                | 1                |                  |                  |  |  |              |              |              |              |  |  |                          |                          |                          |                          |
|  |                                 |                                 | Tiger Sharks de Tallahassee | Tiger Sharks de Tallahassee | 3                               | 3                               |                  |                  |                  |                  |  |  |              |              |              |              |  |  |                          |                          |                          |                          |
|  | Tiger Sharks de Tallahassee     | Tiger Sharks de Tallahassee     | Tiger Sharks de Tallahassee | Tiger Sharks de Tallahassee | 3                               | 3                               | 3                | 3                |                  |                  |  |  |              |              |              |              |  |  |                          |                          |                          |                          |
|  | Tiger Sharks de Tallahassee     | Tiger Sharks de Tallahassee     |                             |                             |                                 |                                 |                  | 3                |                  |                  |  |  |              |              |              |              |  |  |                          |                          |                          |                          |
|  | Admirals de Hampton Roads       | Admirals de Hampton Roads       | 1                           | 1                           |                                 |                                 |                  |                  |                  |                  |  |  |              |              |              |              |  |  |                          |                          |                          |                          |
|  | Admirals de Hampton Roads       | Admirals de Hampton Roads       | 1                           | 1                           | Tiger Sharks de Tallahassee     | Tiger Sharks de Tallahassee     | 2                | 2                |                  |                  |  |  |              |              |              |              |  |  |                          |                          |                          |                          |
|  |                                 |                                 |                             |                             | Tiger Sharks de Tallahassee     | Tiger Sharks de Tallahassee     | 2                | 2                |                  |                  |  |  |              |              |              |              |  |  |                          |                          |                          |                          |
|  |                                 |                                 | Renegades de Richmond       | Renegades de Richmond       | 3                               | 3                               |                  |                  |                  |                  |  |  |              |              |              |              |  |  |                          |                          |                          |                          |
|  | Express de Roanoke              | Express de Roanoke              | Renegades de Richmond       | Renegades de Richmond       | 3                               | 3                               | 3                | 3                |                  |                  |  |  |              |              |              |              |  |  |                          |                          |                          |                          |
|  | Express de Roanoke              | Express de Roanoke              |                             |                             |                                 |                                 |                  | 3                |                  |                  |  |  |              |              |              |              |  |  |                          |                          |                          |                          |
|  | Cherokees de Knoxville          | Cherokees de Knoxville          | 1                           | 1                           |                                 |                                 |                  |                  |                  |                  |  |  |              |              |              |              |  |  |                          |                          |                          |                          |
|  | Cherokees de Knoxville          | Cherokees de Knoxville          | 1                           | 1                           | Express de Roanoke              | Express de Roanoke              | 1                | 1                |                  |                  |  |  |              |              |              |              |  |  |                          |                          |                          |                          |
|  |                                 |                                 |                             |                             | Express de Roanoke              | Express de Roanoke              | 1                | 1                |                  |                  |  |  |              |              |              |              |  |  |                          |                          |                          |                          |
|  |                                 |                                 | Renegades de Richmond       | Renegades de Richmond       | 3                               | 3                               |                  |                  |                  |                  |  |  |              |              |              |              |  |  |                          |                          |                          |                          |
|  | Renegades de Richmond           | Renegades de Richmond           | Renegades de Richmond       | Renegades de Richmond       | 3                               | 3                               | 3                | 3                |                  |                  |  |  |              |              |              |              |  |  |                          |                          |                          |                          |
|  | Renegades de Richmond           | Renegades de Richmond           |                             |                             |                                 |                                 |                  | 3                |                  |                  |  |  |              |              |              |              |  |  |                          |                          |                          |                          |
|  | Chill de Columbus               | Chill de Columbus               | 0                           | 0                           |                                 |                                 |                  |                  |                  |                  |  |  |              |              |              |              |  |  |                          |                          |                          |                          |
|  | Chill de Columbus               | Chill de Columbus               | 0                           | 0                           | Renegades de Richmond           | Renegades de Richmond           | 4                | 4                |                  |                  |  |  |              |              |              |              |  |  |                          |                          |                          |                          |
|  |                                 |                                 |                             |                             | Renegades de Richmond           | Renegades de Richmond           | 4                | 4                |                  |                  |  |  |              |              |              |              |  |  |                          |                          |                          |                          |
|  |                                 |                                 | Monarchs de Greensboro      | Monarchs de Greensboro      | 1                               | 1                               |                  |                  |                  |                  |  |  |              |              |              |              |  |  |                          |                          |                          |                          |
|  | Stingrays de la Caroline du Sud | Stingrays de la Caroline du Sud | Monarchs de Greensboro      | Monarchs de Greensboro      | 1                               | 1                               | 3                | 3                |                  |                  |  |  |              |              |              |              |  |  |                          |                          |                          |                          |
|  | Stingrays de la Caroline du Sud | Stingrays de la Caroline du Sud |                             |                             |                                 |                                 |                  | 3                |                  |                  |  |  |              |              |              |              |  |  |                          |                          |                          |                          |
|  | Chiefs de Johnstown             | Chiefs de Johnstown             | 2                           | 2                           |                                 |                                 |                  |                  |                  |                  |  |  |              |              |              |              |  |  |                          |                          |                          |                          |
|  | Chiefs de Johnstown             | Chiefs de Johnstown             | 2                           | 2                           | Stingrays de la Caroline du Sud | Stingrays de la Caroline du Sud | 1                | 1                |                  |                  |  |  |              |              |              |              |  |  |                          |                          |                          |                          |
|  |                                 |                                 |                             |                             | Stingrays de la Caroline du Sud | Stingrays de la Caroline du Sud | 1                | 1                |                  |                  |  |  |              |              |              |              |  |  |                          |                          |                          |                          |
|  |                                 |                                 | Knights de Nashville        | Knights de Nashville        | 3                               | 3                               |                  |                  |                  |                  |  |  |              |              |              |              |  |  |                          |                          |                          |                          |
|  | Knights de Nashville            | Knights de Nashville            | Knights de Nashville        | Knights de Nashville        | 3                               | 3                               | 3                | 3                |                  |                  |  |  |              |              |              |              |  |  |                          |                          |                          |                          |
|  | Knights de Nashville            | Knights de Nashville            |                             |                             |                                 |                                 |                  | 3                |                  |                  |  |  |              |              |              |              |  |  |                          |                          |                          |                          |
|  | Storm de Toledo                 | Storm de Toledo                 | 1                           | 1                           |                                 |                                 |                  |                  |                  |                  |  |  |              |              |              |              |  |  |                          |                          |                          |                          |
|  | Storm de Toledo                 | Storm de Toledo                 | 1                           | 1                           | Knights de Nashville            | Knights de Nashville            | 2                | 2                |                  |                  |  |  |              |              |              |              |  |  |                          |                          |                          |                          |
|  |                                 |                                 |                             |                             | Knights de Nashville            | Knights de Nashville            | 2                | 2                |                  |                  |  |  |              |              |              |              |  |  |                          |                          |                          |                          |
|  |                                 |                                 | Monarchs de Greensboro      | Monarchs de Greensboro      | 3                               | 3                               |                  |                  |                  |                  |  |  |              |              |              |              |  |  |                          |                          |                          |                          |
|  | Monarchs de Greensboro          | Monarchs de Greensboro          | Monarchs de Greensboro      | Monarchs de Greensboro      | 3                               | 3                               | 3                | 3                |                  |                  |  |  |              |              |              |              |  |  |                          |                          |                          |                          |
|  | Monarchs de Greensboro          | Monarchs de Greensboro          |                             |                             |                                 |                                 |                  | 3                |                  |                  |  |  |              |              |              |              |  |  |                          |                          |                          |                          |
|  | Checkers de Charlotte           | Checkers de Charlotte           | 0                           | 0                           |                                 |                                 |                  |                  |                  |                  |  |  |              |              |              |              |  |  |                          |                          |                          |                          |
|  | Checkers de Charlotte           | Checkers de Charlotte           | 0                           | 0                           | Monarchs de Greensboro          | Monarchs de Greensboro          | 3                | 3                |                  |                  |  |  |              |              |              |              |  |  |                          |                          |                          |                          |
|  |                                 |                                 |                             |                             | Monarchs de Greensboro          | Monarchs de Greensboro          | 3                | 3                |                  |                  |  |  |              |              |              |              |  |  |                          |                          |                          |                          |
|  |                                 |                                 | Bombers de Dayton           | Bombers de Dayton           | 2                               | 2                               |                  |                  |                  |                  |  |  |              |              |              |              |  |  |                          |                          |                          |                          |
|  | Bombers de Dayton               | Bombers de Dayton               | Bombers de Dayton           | Bombers de Dayton           | 2                               | 2                               | 3                | 3                |                  |                  |  |  |              |              |              |              |  |  |                          |                          |                          |                          |
|  | Bombers de Dayton               | Bombers de Dayton               |                             |                             |                                 |                                 |                  | 3                |                  |                  |  |  |              |              |              |              |  |  |                          |                          |                          |                          |
|  | Blizzard de Huntington          | Blizzard de Huntington          | 1                           | 1                           |                                 |                                 |                  |                  |                  |                  |  |  |              |              |              |              |  |  |                          |                          |                          |                          |
|  | Blizzard de Huntington          | Blizzard de Huntington          | 1                           | 1                           |                                 |                                 |                  |                  |                  |                  |  |  |              |              |              |              |  |  |                          |                          |                          |                          |
|  |                                 |                                 |                             |                             |                                 |                                 |                  |                  |                  |                  |  |  |              |              |              |              |  |  |                          |                          |                          |                          |

## Trophées
| Coupe Riley :                        | Renegades de Richmond                      |
| Coupe Henry Brabham :                | Thunderbirds de Wheeling                   |
| Trophée John Brophy :                | Jim Playfair, Bombers de Dayton            |
| Meilleur joueur de la Ligue :        | Vadim Slivchenko, Thunderbirds de Wheeling |
| Meilleur joueur de la Coupe Riley :  | Blaine Moore, Renegades de Richmond        |
| Meilleur gardien de but de l'année : | Chris Gordon, Blizzard de Huntington       |
| Meilleur recrue de l'année :         | Kevin McKinnon, Panthers d'Érié            |
| Meilleur défenseur de l'année :      | Brandon Smith, Bombers de Dayton           |
| Meilleur buteur :                    | Scott Burfoot, Panthers d'Érié             |